# 高雄新報
《高雄新報》是日治時期台灣所發行的一份日報，創立於1934年4月15日，曾任社長者包括高橋傳吉，本社位在高雄市山下町。經營者也包括杉本三郎（杉本音吉的兒子）等。1938年10月時有平均日發行量9600份，在台灣各地以及東京和大阪設有支局，同時也附帶發行〈高雄州報〉與〈高雄市報〉等。1944年時在總督府令下併入《台灣新報》。

## 延伸閱讀
- 〈高雄新報の内紛と泉風浪君出馬經緯〉。《臺灣公論》（1939年7月1日）
- 〈とは振つてる　高雄新報の亂脈〉。《臺灣公論》（1939年8月1日）